# Daddy Stovepipe
Daddy Stovepipe pseudonimo di Johnny Watson (Mobile, 12 aprile 1867 – Chicago, 1º novembre 1963) è stato un musicista, chitarrista e cantante statunitense.
Conosciuto anche con altri pseudonimi quali Jimmy Watson, Sunny Jim o Rev. Alfred Pitts, viene universalmente considerato uno dei precursori del genere blues ed è stato uno dei primi musicisti, sicuramente il più anziano per nascita, che abbia eseguito delle registrazioni sonore di questo genere musicale. Molte delle sue esecuzioni furono effettuate in duetto con la moglie Sarah Watson, accreditata come Mississippi Sarah.

## Biografia
Johnny Watson nasce a Mobile, Alabama. Comincia la sua carriera alla fine del XIX secolo in Messico come suonatore di chitarra 12 corde in alcune band di mariachi. Quindi intraprende la sua attività negli Stati del sud degli Stati Uniti con i Rabbit's Foot Minstrels.
Negli anni 20 del XX secolo si esibisce come one-man band, artista di strada nella Maxwell Street di Chicago, e qui ottiene il soprannome di "Daddy Stovepipe" (Trad. "Babbo Tubo di stufa") dalla forma caratteristica del suo cappello. La sua prima registrazione è del 1924, a Richmond nell'Indiana, "Sundown Blues", considerato uno dei primi blues (se non il primo) mai registrato da un "One man band". Nel 1927 fece ulteriori sessioni di registrazione, a Birmingham, Alabama per la casa discografica Gennett Records, come parte del duo "Sunny Jim and Whistlin' Joe".
A Chicago nel 1931 registra per la etichetta Vocalion con sua moglie, "Mississippi Sarah", cantante e suonatrice di Kazoo e altri strumenti autocostruiti della tradizione popolare quali il "bottiglione". Lo spirito ironico e umoristico della coppia rese assai celebri e peculiari le registrazioni Nel 1935 la coppia registrò ancora per la Bluebird Records, mentre vivevano a Greenville, Mississippi, ma la morte della moglie nel 1937 costrinse Johnny a tornare a esibirsi per strada. Quindi in Texas suonò con alcune band cajun, e nuovamente con alcune band mariachi messicane.
Nel 1948 tornò a fare il musicista di strada a Chicago, e nel 1960, all'età di 93 anni, in riconoscimento del suo straordinario contributo alla musica blues e alla tradizione popolare, gli fu chiesto di registrare il lascito di un nuovo vinile, contenente alcuni brani tradizionali quali "The Tennessee Waltz" e "Monkey and the Baboon". Purtroppo a causa dell'età avanzata e di una poco accurata accordatura degli strumenti, le registrazioni non risultarono di grande qualità, ma restano comunque a testimonianza della riscoperta, pur tardiva, di questo artista. Morì di broncopolmonite, per i postumi di un'operazione alla cistifellea nel 1963, all'età di 96 anni.
Il 5 maggio 2012 il "White Lake Blues Festival" svoltosi allo "Howmet Playhouse Theater" a Whitehall , Michigan fu dedicato alla memoria di Daddy Stovepipe anche per onorarlo con una lapide sulla sua tomba. Il concerto fu un successo e la lapide fu posta nel luglio del 2012.

## Omonimie
Daddy Stovepipe non deve essere confuso con altri 2 musicisti che usavano lo stesso pseudonimo:
- Stovepipe No.1 – (vero nome Samuel Chambers Jones, 7 agosto 1890 – data di morte sconosciuta),[11] Anche egli registrò un disco one-man band nel 1924.[12] Fra lui e Daddy Stovepipe è in corso una ricerca di attribuzione su chi dei due registrò il primo disco solista di blues mai realizzato. Il suo soprannome derivava dall'uso di uno strumento a fiato autocostruito ricavato da un tubo di stufa (per Daddy Stovepipe, invece, dalla forma del cappello)[7]
- Sweet Papa Stovepipe – (Thomas McKinley Peebles, 15 maggio 1897 – 24 gennaio, 1985),[13] che registrò "All Birds Look Like Chicken to Me," e "Mama's Angel Child" (circa 1926).[14]